# Тејлорсвил (Кентаки)
Тејлорсвил (енгл. Taylorsville) град је у америчкој савезној држави Кентаки.

## Демографија
По попису из 2010. године број становника је 763, што је 246 (-24,4%) становника мање него 2000. године.
| Група             | 2000.       | 2010.       |
| Белци             | 896 (88,8%) | 667 (87,4%) |
| Афроамериканци    | 79 (7,8%)   | 52 (6,8%)   |
| Азијати           | 0 (0,0%)    | 2 (0,3%)    |
| Хиспаноамериканци | 18 (1,8%)   | 27 (3,5%)   |
| Укупно            | 1.009       | 763         |